# Ухлирска Лхота
Ухлирска Лхота (чеш. Uhlířská Lhota) је насељено мјесто са административним статусом сеоске општине (чеш. obec) у округу Колин, у Средњочешком крају, Чешка Република.

## Становништво
Према подацима о броју становника из 2014. године насеље је имало 372 становника.